# تازه‌آباد (پسیخان، شمال)
تازه‌آباد روستایی در دهستان پسیخان بخش مرکزی شهرستان رشت استان گیلان ایران است.

## جمعیت
بر پایه سرشماری عمومی نفوس و مسکن در سال ۱۳۹۵ جمعیت این روستا ۱۳۰ نفر (۴۴خانوار) بوده‌است.